# Majewo (przystanek kolejowy)
Majewo – przystanek kolejowy w Majewie, w województwie poworskim. Według klasyfikacji PKP ma kategorię dworca lokalnego.

## Ruch pasażerski
| Rok  | Wymiana pasażerska na dobę |
| ---- | -------------------------- |
| 2017 | 300-499                    |
| 2022 | 200-299                    |

## Historia
Kolej dotarła do Majewa już w 1852 roku wraz z linią Bydgoszcz - Tczew, która łączyła Bydgoszcz z Królewską Koleją Wschodnią. W 1911 roku zbudowano drugi tor na odcinku Laskowice Pomorskie - Tczew. W 1969 linia 131 została zelektryfikowana.

## Infrastruktura
Budynek dworca jest trójbryłowy. Został zbudowany z cegły, jest kryty dachówką. Główna część dworca ma dach dwuspadowy. Perony mają nawierzchnie z płyt chodnikowych, perony są nie kryte.